# Gymnopis syntrema
Gymnopis syntrema es una especie de anfibio gimnofión de la familia Dermophiidae.
Es endémica de América Central: habita en el centro de Belice, en el este de Guatemala y en Chiapas (México). Tal vez habite también en el noroeste de Honduras.
Sus hábitats naturales incluyen bosques secos tropicales o subtropicales, montanos secos, plantaciones, jardines rurales y zonas previamente boscosas ahora muy degradadas.
Está amenazada de extinción por la pérdida de su hábitat natural.
Mide unos 30 cm menos de largo que Gymnopis multiplicata. Como ella, tiene los ojos recubiertos por hueso. Es de color marrón grisáceo, algo más claro alrededor de la cabeza.